# شارون آكر
شارون آكر هي ممثلة كندية، ولدت في 2 أبريل 1935 في تورونتو في كندا.

## وصلات خارجية
- شارون آكر على موقع IMDb (الإنجليزية)
- شارون آكر على موقع ألو سيني (الفرنسية)
- شارون آكر على موقع إن إن دي بي (الإنجليزية)
- شارون آكر على موقع قاعدة بيانات الفيلم (الإنجليزية)
- شارون آكر على موقع كينوبويسك (الروسية)